# Forordningen vedrørende kunstig intelligens
Forordningen vedrørende kunstig intelligens (formelt: Europa-Parlamentets og Rådets forordning om harmoniserede regler for kunstig intelligens, engelsk: The Artificial Intelligence Act) er en EU-forordning, der har til formål at regulere anvendelsen af kunstig intelligens (AI) inden for EU.
Forordningen etablerer en fælles lovgivningsmæssig ramme for kunstig intelligens i Den Europæiske Union (EU). Forordningen blev foreslået af Europa-Kommissionen 21. april 2021,  vedtaget af Europa-Parlamentet 13. marts 2024 og blev enstemmigt godkendt af EU-rådet 21. maj 2024. Loven opretter et organ, European Artificial Intelligence Board, som skal fremme nationalt samarbejde og sikre overholdelse af forordningen. Loven kan ligesom EU's generelle databeskyttelsesforordning gælde ekstraterritorialt for udbydere uden for EU, hvis de har brugere inden for EU.
Alle typer kunstig intelligens er omfattet af forordningen i en bred vifte af sektorer; undtaget er dog AI-systemer, der udelukkende bruges til militære, sikkerhedsmæssige, forskningsmæssige og ikke-professionelle formål.  Forordningen giver ikke rettigheder til enkeltpersoner, men regulerer udbydere af AI-systemer og enheder, der bruger AI i en professionel sammenhæng.  Lovudkastet blev revideret efter stigningen i popularitet af generative AI- systemer, såsom ChatGPT, hvis generelle funktioner ikke passede til hovedrammen.  Der er planlagt mere restriktive regler for kraftfulde generative AI-systemer med systemisk påvirkning. 
Loven klassificerer AI-applikationer efter deres risiko for at forvolde skade. Risikoen er opdelt i fire niveauer – uacceptabelt, højt, begrænset, minimalt – plus en ekstra kategori for AI til generelle formål. Applikationer med uacceptable risici er forbudt. Højrisikoapplikationer skal overholde sikkerheds-, gennemsigtigheds- og kvalitetsforpligtelser og gennemgå overensstemmelsesvurderinger. Ansøgninger med begrænset risiko har kun gennemsigtighedsforpligtelser, og dem, der repræsenterer minimale risici, er ikke reguleret. For generel AI stilles der krav til gennemsigtighed med yderligere evalueringer, når der er høje risici.  
Loven regulerer adgangen til EU's indre marked ved hjælp af den nye lovgivningsramme. AI-loven indeholder de vigtigste bestemmelser, som alle AI-systemer, der ønsker adgang til EU's indre marked, skal overholde. Disse krav kaldes "væsentlige krav". Under den nye lovgivningsramme videregives disse væsentlige krav til europæiske standardiseringsorganisationer, som udarbejder tekniske standarder, der yderligere specificerer de væsentlige krav. 
Loven blev vedtaget i Europa-Parlamentet den 13. marts 2024 med 523 stemmer for, 46 imod og 49 undlod at stemme.  Det blev godkendt af EU-rådet den 21. maj 2024.  Den træder i kraft 20 dage efter offentliggørelsen i Den Europæiske Unions Tidende ved udgangen af valgperioden i maj.  Efter ikrafttræden vil der være en forsinkelse, før den bliver gældende, hvilket afhænger af ansøgningstypen. Denne forsinkelse er på 6 måneder for forbud mod AI-systemer med "uacceptabel risiko", 9 måneder for adfærdskodekser, 12 måneder for AI-systemer til generelle formål, 36 måneder for visse forpligtelser i forbindelse med "højrisiko" AI-systemer og 24 måneder for alt andet. 